# Desmidiaceae
Desmidiaceae é uma família de algas unicelulares, da ordem Desmidiales. Segundo o AlgaeBase possui 2132 espécie distribuídas em 65 géneros (ver abaixo)

## Descrição
Estas algas dividem-se em duas metades simétricas unidas por una pequena zona. A sua reprodução é tanto sexuada como assexuada. Na reprodução assexuada rompe-se a união das metades e posteriormente estas se separam para formar um alga nova cada uma.

## Géneros
- Actinotaenium
- Allorgeia
- Amscottia
- Aptogonum
- Arthrodesmus
- Asteroxanthium
- Bambusina
- Bourellyodesmus
- Brachytheca
- Calocylindrus
- Cosmarium
- Cosmoastrum
- Cosmocladium
- Croasdalea
- Cruciangulum
- Cylindriastrum
- Desmidium
- Didymidium
- Didymocladon
- Didymoprium
- Docidium
- Dysphinctium
- Euastridium
- Euastrum
- Groenbladia
- Gymnozyga
- Haplotaenium
- Haplozyga
- Heimansia
- Holacanthum
- Holocystis
- Hyalotheca
- Ichthyocercus
- Ichthyodontum
- Isthmosira
- Mateola
- Micrasterias
- Nothocosmarium
- Octacanthium
- Onychonema
- Oocardium
- Pentasterias
- Phycastrum
- Phymatodocis
- Pithiscus
- Pleurotaeniopsis
- Pleurotaenium
- Prescottiella
- Raphidiastrum
- Sphaerozosma
- Spinocosmarium
- Spondylosium
- Staurastrum
- Staurodesmus
- Stephanoxanthium
- Streptonema
- Teilingia
- Tetmemorus
- Tetrachastrum
- Trichodictyon
- Triplastrum
- Triploceras
- Ursinella
- Vincularia
- Xanthidium